# Dickie Roberts, ex enfant star
Pour plus de détails, voir Fiche technique et Distribution.
Dickie Roberts, ex-enfant star (Dickie Roberts: Former Child Star) est une comédie américaine de Sam Weisman sortie en 2003.

## Synopsis
Dickie Roberts, un ancien enfant star âgé maintenant de 35 ans, est persuadé d'avoir complètement raté son enfance du fait de sa célébrité. Incapable de passer à autre chose, il décide donc d'engager une famille d'accueil, pensant ainsi pouvoir recréer l'atmosphère familiale de son enfance perdue... 

## Fiche technique
- Titre original : Dickie Roberts: Former Child Star
- Titre français : Dickie Roberts, ex-enfant star
- Réalisation : Sam Weisman
- Scénario :  David Spade, Fred Wolf
- Musique : Christophe Beck, Waddy Wachtel
- Photographie : Thomas E. Ackerman
- Production :  Adam Sandler, Jack Giarraputo, Fred Wolf
- Société de production : Happy Madison Productions
- Budget : $17 millions[1]
- Pays de production :  États-Unis
- Langue originale : anglais
- Format : couleurs (De Luxe) - 35 mm (Panavision) - 2,35:1 - DTS/Dolby Digital
- Durée : 98 minutes
- Dates de sortie :
  - États-Unis :5 septembre 2003
  - France : 12 mai 2004

## Distribution
- David Spade (VF : Thierry Wermuth ; VQ : François Sasseville) : Dickie Roberts
- Mary McCormack (VF : Danièle Douet ; VQ : Anne Bédard) : Grace Finney
- Craig Bierko (VQ : Gilbert Lachance) : George Finney
- Scott Terra (VF : Olivier Martret ; VQ : Xavier Dolan[2]) : Sam Finney
- Jenna Boyd (VF : Camille Donda ; VQ : Rosemarie Houde): Sally Finney
- Alyssa Milano (VF : Magali Barney ; VQ : Charlotte Bernard) : Cyndi
- Jon Lovitz (VQ : Jacques Lavallée) : Sidney Wernick
- Michael Buffer : Lui-même
- Emmanuel Lewis (VQ : Hugolin Chevrette) : Lui-même
- Sasha Mitchell : Homme au feu rouge
- Tom Arnold (VQ : Luis de Cespedes) : Lui-même
- Danny Bonaduce : Lui-même
- Corey Feldman (VQ : Jean-François Beaupré) : Lui-même
- Dustin Diamond (VF : Constantin Pappas[3] ; VQ : Jacques Lussier) : Lui-même
- Rachel Dratch : Secrétaire de B.Reiner
- Rob Reiner (VQ : Marc Bellier) : Lui-même
- Doris Roberts (VQ : Louise Rémy) : Peggy Roberts
- Dick Van Patten (VQ : Claude Préfontaine) : Lui-même
- Edie McClurg (VQ : Johanne Léveillé) : Mme Gertrude
- Patrick Thomas O'Brien : M. Gertrude
- Ambyr Childers : Barbie
- Valerie Perri : Professeur d'audition
- Ashley Edner : Heather Bolan
- Meghan Faye Gallagher : Janice
- Alan Blumenfeld (VQ : Mario Desmarais) : M. Rollins
- David Soul : Lui-même
- Jeff Chase : Homme dans la voiture
- Brendan Fraser : Lui-même
- Charlene Tilton : Elle-même
- Lindsey Dann : Reporter
- Michelle Ruben : Fille du ring
- Barry Williams (en) : Lui-même, ami de Dickie

## Réception
Dickie Roberts a gagné plus de 22 millions de dollars sur un budget estimé à 17 millions de dollars.
La critique était principalement négative. Le Rotten Tomatoes attribue au film une note de 23 % en présentant "Une comédie digne de David Spade avec quelques éclats de rire". Alors que les critiques s'accordaient généralement pour dire que le film avait du potentiel et appréciaient l'implication d'anciens enfants stars, les réactions face à l'humour de Spade étaient mitigées et les tentatives visant à rendre le film réellement édifiant et sentimental au second semestre étaient considérées comme artificielles et inutiles. Roger Ebert attribue au film deux étoiles sur quatre, notant que le film avait, à l'origine, pour acteur vedette Steve Martin ou Jim Carrey.